# Once in a Lifetime (utwór muzyczny Ines)
Once in a Lifetime (pol. Tylko raz w życiu) – utwór estońskiej wokalistki Ines, napisany przez Pearu'a Paulusa, Ilmara Laisaara, Alara Kotkasa i Jany Hallas, nagrany i wydany w 2000 roku na debiutanckiej płycie artystki pt. Here for Your Love.
Singiel reprezentował Estonię w finale 45. Konkursu Piosenki Eurowizji w maju 2000.

## Historia utworu
Muzykę do utworu skomponowali Pearu Paulus, Ilmar Laisaar, Alar Kotkas, natomiast słowa napisała Jana Hallas. Za miks piosenki odpowiedzialny był Kotkas, a za mastering – Mia Lorentzson.
Gitarę w utworze nagrał Toomas Vanem, a chórki wykonali Kaire Vilgats i Pearu Paulus.
W 2000 utwór został zakwalifikowany do stawki finałowej Eurolaul 2000, estońskich eliminacji do 45. Konkursu Piosenki Eurowizji. Został zaprezentowany jako dziewiąty w kolejności podczas koncertu finałowego, rozegranego 5 lutego w ETV Stuudio. Otrzymała największą liczbę 98 punktów od międzynarodowej komisji jurorskiej (w składzie: Jernej Vene ze Słowenii, Noel Kelehan z Irlandii, Corinne Hermès z Francji, Manfred Witt z Niemiec, Anders Berglund ze Szwecji, Andre Vermeulen z Belgii, Jorge de Carmo z Portugalii, Michael Ball z Wielkiej Brytanii, Bo Halldorsson z Islandii i Moshe Datz z Izraela), zostając kompozycją reprezentującą Estonię podczas finału Konkursu Piosenki Eurowizji, rozegranego 13 maja w Globen w Sztokholmie. Został wykonany jako czwarty w kolejności i zdobył 98 punktów, zajmując czwarte miejsce w końcowej klasyfikacji. Podczas występu artystce towarzyszył pięcioosobowy chórek, w którym zaśpiewali: Paulus, Kaire Vilgats, Kadri „Maiken” Koppel, Jelena Juzvik i Tanel Padar, ówczesny partner życiowy wokalistki oraz zwycięzca konkursu w 2001 roku.

## Lista utworów
CD Single
1. „Once in a Lifetime” (Radio Version) – 2:53
2. „Once in a Lifetime” (Paradise 9 Remix) – 4:01
3. „Once in a Lifetime” (S-Cudo Club Mix) – 4:49

CD Maxi-single
1. „Once in a Lifetime” (Radio Version) – 2:53
2. „Once in a Lifetime” (Paradise 9 Remix) – 4:01
3. „Once in a Lifetime” (S-Cudo Club Mix) – 4:49
4. „Once in a Lifetime” (Instrumental) – 2:55